# Jad, cuarț, agată
Jad, cuarț, agată este un film românesc din 1959 regizat de Ion Bostan.